# Syncephalis obconica
Syncephalis obconica är en svampart som beskrevs av Indoh 1962. Syncephalis obconica ingår i släktet Syncephalis och familjen Piptocephalidaceae.   Inga underarter finns listade i Catalogue of Life.